# Ruziec

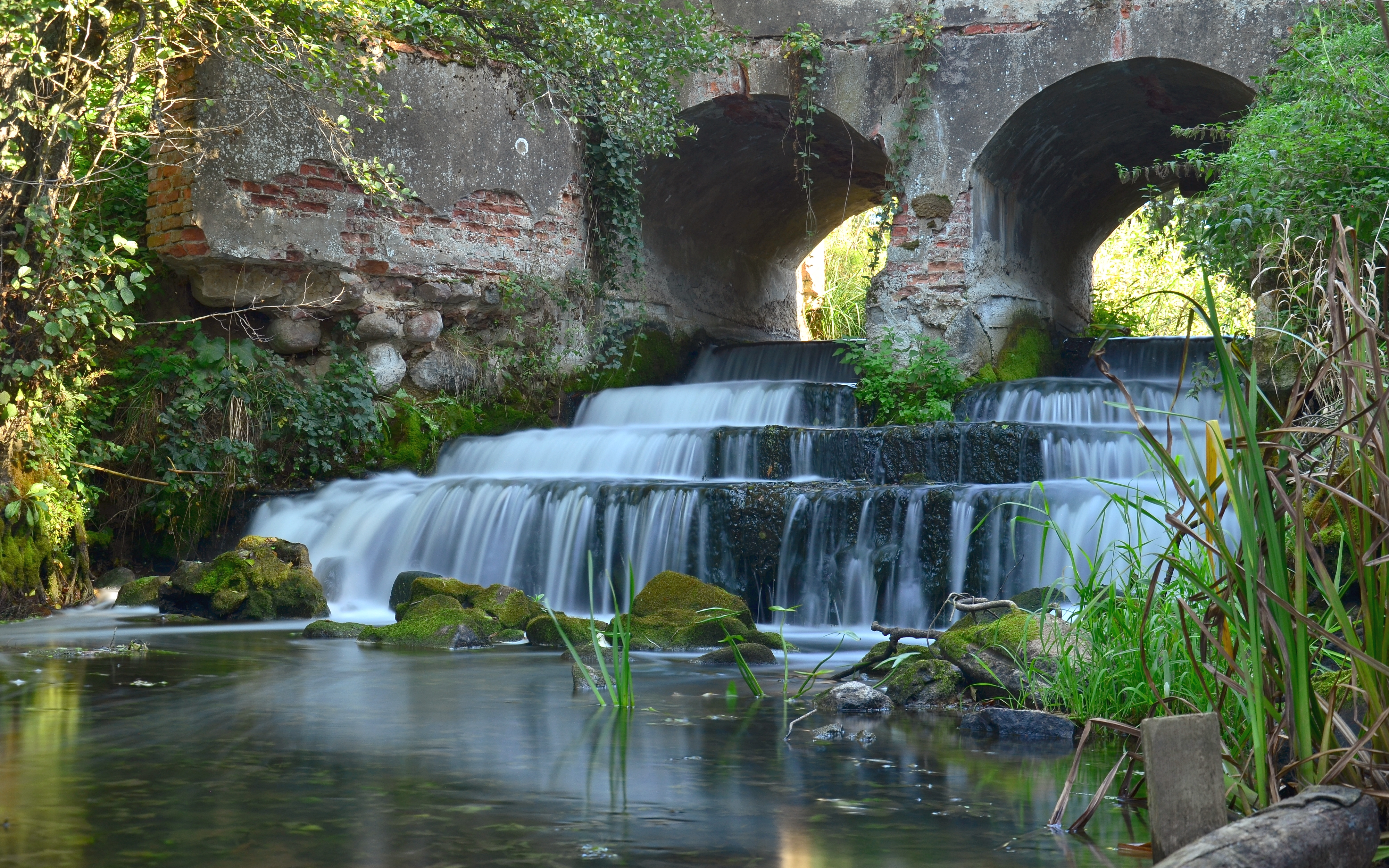
Ruziec (2019)

Ruziec [ˈruʑɛʦ] ist der Name eines kleinen linken Zuflusses der Drwęca (Drewenz) in Polen.

## Geografie
Der 42,5 km lange Fluss entspringt im See Jezioro Ruda  in der Woiwodschaft Kujawien-Pommern rund 11 km südwestlich der Stadt Rypin (1942–45 Rippin),  fließt in generell westlicher Richtung ab, durchfließt den See Jezioro Ruduskie und weiter in nordwestlicher Richtung bis zu seiner Mündung in die Drwęca unterhalb der Stadt Golub-Dobrzyń. Das Einzugsgebiet wird mit 292,6 km² angegeben, der mittlere Abfluss mit 7 m³/s.